# Wilkklasse
De Wilkklasse was een Poolse onderzeebootklasse die ontworpen en waarvan de schepen zijn gebouwd in Frankrijk. De klasse omvatte drie schepen gebouwd door verschillende Franse scheepswerven. Alle schepen zijn begin jaren dertig van de 20e eeuw in dienst genomen en waren in actieve dienst bij de Poolse marine tijdens Duitse inval in Polen. Alle schepen zijn tijdens de Tweede Wereldoorlog uitgeweken naar Zweden of het Verenigd Koninkrijk en hebben na de Tweede Wereldoorlog tot de jaren vijftig dienstgedaan bij de Poolse marine.

## Schepen
- ORP Wilk
- ORP Ryś
- ORP Żbik